# KUSU-FM
Koordinaten: 41° 53′ 11″ N, 112° 4′ 17″ W
KUSU-FM ist die Radiostation des Utah Public Radio. Die US-amerikanische Station sendet aus Logan in Utah. KUSU-FM sendet auf UKW 91,5 MHz mit 50 kW. Sie ist eine der leistungsstärksten Stationen in Utah und kann bis nach Idaho gehört werden.

## Geschichte
Vorgänger von KUSU-FM war die Station KVSC. Sie nahm 1953 mit dem Programm des Utah Public Radio als the Voice of the State College ihren Betrieb auf. 1961 änderte sie das Rufzeichen in das heutige KUSU-FM, um den Übergang vom Utah State Agricultural College zur heutigen Utah State University abzubilden. Utah Public Radio ist Utahs älteste, nichtkommerzielle Bildungsstation.